# Dual Universe
Dual Universe est un jeu vidéo de simulation spatiale massivement multijoueur sorti en septembre 2022. Il est conçu par le studio français Novaquark, qui lui est entièrement consacré.
Le jeu offre un univers persistant et commun à tous les joueurs. Techniquement, il s'appuie sur le système de voxel et sur une gestion de charge serveur adaptable. Il se rapproche d'EVE Online ou de Minecraft par son système de collecte et de création,.
Le jeu ambitionne d'offrir plusieurs rôles aux joueurs (explorateur, prospecteur, mineur, industriel, fabricant de vaisseaux, militaire...), un gameplay émergent, une économie et une politique similaires à celles d'EVE Online.

## Développement
Jean-Christophe Baillie, fondateur et directeur du studio Novaquark, est l'initiateur du projet de jeu vidéo Dual Universe. L'équipe de développement, à fin 2016, est composée d'une vingtaine de personnes engagées uniquement sur ce jeu, provenant en partie d'entreprises comme Sony, Apple, Ubisoft[réf. à confirmer], puis une trentaine en juillet 2017.
L'idée du jeu date de 2011, mais Baillie fonde la société Novaquark SAS en janvier 2014,. Le financement du jeu est permis en premier lieu par des investisseurs classiques et des fonds propres du fondateur, puis en partie par un projet de financement collaboratif Kickstarter, achevé en octobre 2016, qui réunit près de 565 000 € pour 8 000 donateurs. L'objectif n'est pas un financement total par ce biais, mais une preuve de confiance de la communauté des joueurs envers le projet, afin de le crédibiliser et de donner confiance aux investisseurs classiques. D'autre part, le financement se perpétue sur un espace propre à Novaquark pour continuer — à la manière de la campagne Kickstarter précédente — le financement du jeu,.
Lors de la création de l'entreprise, début 2014, une vingtaine de personnes travaillent sur le projet. Entre janvier 2014 et septembre 2014 toute l’équipe de développement est renouvelée.
Le jeu est présenté au public lors de l'E3 de mai 2016, via une bande-annonce. En amont de la sortie du jeu, l'équipe propose déjà aux joueurs de s'organiser entre eux grâce à un site communautaire.
En février 2019, Novaquark présente la création d'un nouveau studio situé à Montréal, avec Stéphane D’Astous (Ancien directeur d'Eidos Montréal, filiale de Square Enix) comme directeur de ce nouveau studio. Il a pour objectif de construire ce studio en le structurant, et a probablement été choisi pour son profil administratif et d’entrepreneur, selon JeuxOnLine.

### Version alpha
La première phase d'alpha (alpha 1), réservée aux mécènes de niveau « sponsor » minimum, est disponible depuis fin novembre 2018, cette phase est divisée en sessions de jeu de 48 à 96 heures tous les mois environ[réf. nécessaire].
La seconde phase (alpha 2), disponible pour tous les mécènes, sera proposée dans la première moitié de 2019.

### Version bêta
Depuis le 9 septembre 2020, la version bêta est ouverte à tous les joueurs. Les mécènes et les joueurs ayant été invités par ceux-ci y ont accès gratuitement. Les autres peuvent s'abonner pour un prix mensuel, des mois étant offerts en fonction de la durée. L'univers du jeu est remis à zéro pour l'occasion et aucun effacement ultérieur n'est prévu pour la sortie officielle.

### Sortie
Le jeu sort le 27 septembre 2022.

## Histoire
Le lore du jeu commence en 2027 avec la découverte d'une étoile à neutrons sur la trajectoire du Système solaire, laissant aux terriens 500 ans pour garantir leur survie hors de la planète Terre. Durant des siècles, les humains cherchent et développent des solutions pour transporter des milliers de personnes vers d'autres systèmes planétaires, notamment par la conception d'immenses vaisseaux Arkships. Durant l'année 2510, les premiers vaisseaux quittent la Terre et, alors que les vaisseaux atteignent d'autres galaxies, l'étoile à neutrons détruit le Système solaire.
L'aventure du joueur commence en l'an 12447, où l'un des vaisseaux, le Novark atteint la planète Alioth. Le jeu place le joueur sur cette planète, qui constitue une zone de départ protégée de certaines interactions.
Le jeu ambitionne de permettre au joueur de créer ses propres histoires

## Système de jeu et fonctionnalités
Le jeu se déroule dans un monde persistant et se joue à la première personne. L'univers du jeu est « unique, continu », grâce la technologie baptisée Continuous Single-Shard Cluster (CSSC, « cluster à partition unique continue »). Celle-ci consiste en une unique instance, partagée en zones géographiques dont la taille est adaptée au nombre de joueurs par zone : plus la densité de joueurs est importante, plus la taille de la zone les abritant est diminuée,. Cela implique que le jeu n'a pas recours à des serveurs indépendants, ni à des écrans de chargement, ni à des instances multiples, contrairement à d’autres jeux en ligne multijoueurs. Le jeu utilise le moteur à 64 bits Unigine 2.
Dual Universe offre le potentiel de planètes générées procéduralement pratiquement illimitées, fournies par le moteur interne de Novaquark,.
Le monde du jeu a été décrit comme étant conçu pour être une expérience « ouverte, entièrement moddable » pouvant être partagée par tous ses joueurs de manière simultanée,. Il n’y aura pas de personnages non joueur ou de créatures possédant une IA, ce sera aux joueurs de fournir l'action via des combats JcJ. En tant que jeu sandbox, les joueurs sont capables de modifier le monde aussi bien dans ses aspects physiques, politiques, qu'économiques. Ils sont en mesure de construire des vaisseaux, des habitations, des stations spatiales ainsi que des villes de forme totalement libre. Dans le même temps, ils peuvent opter pour de la coopération dans le développement du système politique et de l'économie, ainsi que dans les guerres (pour voler des ressources par la force, par exemple) et ainsi modifier l'équilibre des pouvoirs. Selon Jean-Christophe Baillie, « nous ne créons pas le contenu ; les joueurs le font ».
La capacité d’enlever (ou d'ajouter) de la matière au paysage pour récolter les ressources minérales brutes, qui doivent être à leur tour raffinées pour une utilisation dans diverses recettes d’artisanat, est au centre du jeu. Cette possibilité de modifier le monde du jeu est construite autour d'une base de voxels de 25 centimètres, lui fournissant sa nature de « bac à sable » d’un point de vue physique[réf. incomplète]. Les joueurs peuvent aussi fabriquer et manipuler n’importe quoi dans le monde, de petits objets tels que des armes aux villes et autres grandes structures. Les joueurs peuvent également construire des stations spatiales, qui peuvent atteindre les dimensions d'une planète entière.
Les systèmes autonomes du jeu (tels que les moteurs ou les consoles d’ordinateur) reposent sur la consommation d’énergie et l’interconnexion des machines,, et peuvent être scriptés par les joueurs en utilisant le langage de programmation Lua[réf. nécessaire]. Les joueurs seront également en mesure de gérer les fonctions de leurs vaisseaux, telles que la navigation ou les systèmes d’armes, et d'y ajouter de l'intelligence artificielle à l'aide de ce langage,,.
Comme le jeu est conçu exclusivement pour le multijoueur, les joueurs ont la possibilité de se spécialiser dans différentes tâches qui peuvent se révéler utiles, telles que la construction, l’exploitation minière, le piratage, le design, la programmation, etc. De nombreux autres rôles sont censés émerger principalement des interactions mutuelles des joueurs. Novaquark a déclaré que les « idéologies, pouvoirs, idées et gameplays » joueront tous un rôle dans la version finale[réf. nécessaire].
L’économie du jeu est influencée par les interactions des joueurs. L’échange de biens récoltés est régi par une économie de marché. Un joueur sera en mesure de fonder une entreprise et d’en effectuer le marketing ou la logistique, entre autres activités,.